# リサ・レンツ

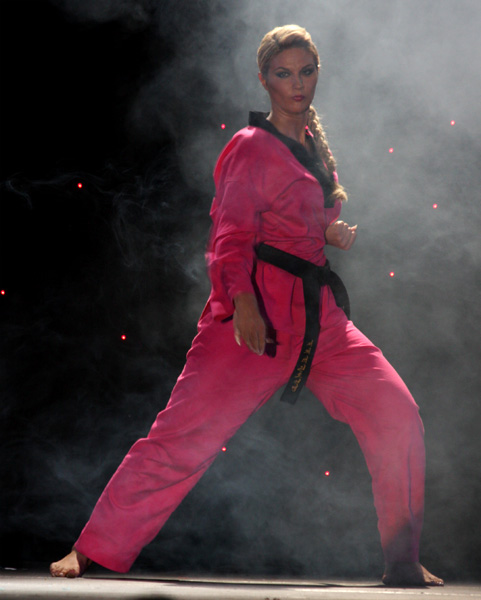
リサ・レンツ

リサ・レンツ（デンマーク語: Lisa Lents、1986年12月15日 - ）は、2008年にミス・デンマークに選ばれた女性。

## 人物
生まれたのはベラルーシのミンスクで、現在はデンマークのコペンハーゲンで暮らしている。
2008年に南アフリカのヨハネスブルクで開催されたミス・ワールド2008にデンマーク代表として出場した。
テコンドーをやっており、ジュニア時代に世界チャンピオンになった経験を持っている。